# El caso de los señores pequeñitos
El caso de los señores pequeñitos est une bande dessinée espagnole illustrée par Francisco Ibáñez, appartenant à la franchise Mortadel et Filémon, éditée en 1981.

## Synopsis
Le Pr Bacterio a inventé la solution XJ-73, un tonique censé transformer celui qui le boit en surhomme. Par erreur, le Super confond la bouteille de l'invention avec une bouteille de vin et la sert à ses invités. La concoction fonctionne mal et le Super devient minuscule. Il envoie alors Mortadel et Filémon à la recherche de ses invités, au cas où ils deviendraient petits à leur tour. Mortadel et Filémon doivent ramener ces petits messieurs à la T.I.A. pour que le Pr Bacterio leur applique un antidote.

## Édition
L'histoire de l'album est similaire à celle de la courte bande dessinée La Hormona X-5 dans laquelle celui qui est réduit en taille est Filémon.